# His Double Flivver
Pour plus de détails, voir Fiche technique et Distribution.
His Double Flivver est un film américain réalisé par Henry Kernan, sorti en 1917.

## Fiche technique
- Titre original : His Double Flivver
- Réalisation : Henry Kernan
- Société de production : Keystone
- Société de distribution : Keystone
- Pays de production :  États-Unis
- Langue originale : anglais
- Format : noir et blanc — 35 mm — 1,37:1 — Film muet
- Genre : Comédie
- Durée : une bobine
- Date de sortie : États-Unis : 30 décembre 1917
- Licence : Domaine public